# Alfred Ries
Alfred Ries (* 5. Dezember 1897 in Bremen; † 25. August 1967 ebenda) war ein deutscher Diplomat und Sportfunktionär.

## Leben und Wirken
Nach dem Besuch der Vor- sowie der Oberrealschule am Doventor begann Ries eine Ausbildung zum Exportkaufmann. Nach dem Ersten Weltkrieg engagierte er sich beim SV Werder Bremen, war zur Zeit der Weimarer Republik mehrere Jahre dessen Präsident.
Ries war ab Mitte der 1920er Jahre beim HAG-Konzern in Bremen tätig, später auch als Geschäftsführer der Bremer Werkschau GmbH, der Betreibergesellschaft der Böttcherstraße.
Mit dem Erstarken der Nationalsozialisten verließ der Jude Ries Bremen und wechselte in andere Positionen des HAG-Konzerns nach München, Marienbad und Zagreb. Nach mehreren Jahren im Königreich Jugoslawien kehrte Ries nach dem Zweiten Weltkrieg in seine Heimatstadt zurück. Die Zeit in Jugoslawien überlebte er trotz mehrerer Inhaftierungen auch, weil er sich durch sogenannte Gewerbelegitimationskarten relativ frei bewegen konnte. Diese wiesen ihn nicht als Juden aus. Ries war über Alfred Lörner, seinem früheren Kollegen bei Kaffee HAG und späteren Mitarbeiter der Außenhandelsstelle des Auswärtigen Amtes in Bremen an die Karten gelangt. Lörner war auch Mitarbeiter der Bremer Abwehr und konnte darüber den Abwehr-Mitarbeiter Walter Frischmuth kontaktieren, der Ries schließlich die entsprechenden Karten beim Bremer Stadt- und Polizeiamt organisierte. Diese Aktion war kein singuläres Ereignis. Aus dem Amt Ausland/Abwehr sind mehrere Aktionen zugunsten von Jüdinnen und Juden überliefert. Gerade für den Standort Bremen gibt es inzwischen eine Reihe von Fällen des sogenannten Rettungswiderstands (Arno Lustiger), die durch Dokumente des Militärarchivs sowie der National Archives in Großbritannien und den USA belegt sind. Die Autorin Sabine Pamperrien schreibt in dem Buch Werder im Nationalsozialismus: „Alfred Ries, Hermann Rosenthal, die Brüder Oliver, Ernst Rodenberg oder Bremens berühmtester Kinderarzt Professor Rudolf Hess sind nur einige von denen, die durch die Vermittlung Walter Frischmuths unter dem Schutzschirm der Abwehr überlebten.“
Die Eltern von Alfred Ries überlebten die nationalsozialistische Gewaltherrschaft nicht und wurden am 23. Juli 1942 in das Ghetto Theresienstadt deportiert, wo beide ermordet wurden.
Nach seiner Rückkehr in die Hansestadt engagierte sich Ries erneut als Präsident des SV Werder Bremen und in den Vorständen der Sportverbände Deutscher Sportbund (DSB) und Deutscher Fußball-Bund (DFB). An der Weser leitete Ries nach dem Krieg zudem das Staatliche Außenhandelskontor, ehe er 1953 in den Auswärtigen Dienst wechselte. Nach Stationen in Jugoslawien, Indien und Liberia – zuletzt als Botschafter der Bundesrepublik Deutschland in Monrovia – kehrte Ries 1963 nach Bremen zurück. Dort übernahm er erneut das Präsidentenamt von Werder Bremen. Die Mannschaft wurde unter seiner Präsidentschaft 1965 zum ersten Mal deutscher Fußballmeister und zog damit in den Europapokal ein. Ein Jahr später errang der Verein die Deutsche Amateurmeisterschaft.
Bei der Bundestagswahl 1965 trat Ries für die FDP im Wahlkreis Bremen-Ost an. Er errang trotz des Landeslistenplatzes 1 allerdings kein Mandat für das Bonner Parlament. Bereits in der Weimarer Republik war Alfred Ries Mitglied der liberalen DDP gewesen.
Alfred Ries starb nach schwerer Krankheit am 25. August 1967 und liegt unweit des Weserstadions auf dem jüdischen Friedhof in Bremen-Hastedt begraben. An ihn erinnert dort seit 2017 eine Gedenktafel.

## Nachruhm
Am 11. August 2018 wurde beim „Tag der Fans“ von Werder Bremen die grüne Promenade vor der Westkurve des Weserstadions in „Alfred-Ries-Platz“ umbenannt. Dies hatte zuvor der Beirat Östliche Vorstadt beschlossen.